# Фауна Новог Зеланда
Фауна Новог Зеланда је специфична острвска фауна, која се развијала у изолованости од остатка света. Карактеристична је по одсуству аутохтоних сисара, великом броју ендемичних птица, од којих су многе нелетачице, прастарим гмизавцима туатарама, примитивним врстама жаба, ендемичним речним рибама, џиновским инсектима ветама и многим другим занимљивим бескичмењацима. 
Нови Зеланд се одвојио од Гондване пре 82 милиона година. Тада се сисари још нису развили у значајну животињску групу, па су одсуствовали са ових острва. Касније су ваздушним путем стигли слепи мишеви, а воденим морски лавови. С друге стране, због изолованости је на Новом Зеланду преживео „живи фосил“ туатара. Услед одсуства сисара, а самим тим и грабљивица, многе птичје врсте које су се храниле на тлу, изгубиле су способност летења, пошто им лет није био потребан. Неке од њих су достигле огромне димензије, попут џиновске мое.
Доласком човека, почело је изумирање аутохтоне фауне. Многе врсте су ишчезле као последица људског лова или су страдале од алохтоних животињских врста, које је интродуковао човек. Прво су на Нови Зеланд стигли Маори. Наишли су на изобиље лако доступне хране и истребили велики број птица нелетачица. Са њима су стигли и други грабљивци — полинезијски пацов и пас. Након усељавања Европљана, структура фауне се потпуно променила на штету аутохтоних животиња. Досељеници су пренели велики број врста из Европе, Аустралије и других континената. Поред тога, почело је драстично уништавање станишта животиња. Многе новозеландске врсте су данас на ивици изумирања.

## Аутохтоне врсте

### Птице
Нови Зеланд је познат по великом броју птица нелетачица. Изгубиле су способност летења, због одсуства копнених грабљиваца. Пошто су храну тражиле на тлу, лет им није био потребан. Највећа међу њима је била џиновска моа (Dinornis). Постојале су 2 врсте ове птице тркачице, једна са Северног острва (Dinornis novaezealandiae), а друга са Јужног (Dinornis giganteus). То су биле највише птице на свету, у време њиховог постојања. Достизале су висину од 3,6 м, а тежиле 230-240 кг. Перје им је било црвенкасто-смеђе, налик длаци. Имале су дугачак врат и малу главу. Ноге су им биле велике и снажне. Истребили су их Маори, након вишевековног лова. Осим џиновских, постојао је велики број мањих врста моа, које су такође изумрле. На Новом Зеланду данас живи 5 врста кивија, малих птица тркачица, величине кокошке. За кивија се мислило да му је најближи сродник моа, али генетским истраживањем је утврђено да је у ближем сродству са емуом. Киви такође има перје налик длаци. Претежно је ноћна животиња, која се храни ситним бескичмењацима и семењем. Има веома развијено чуло мириса. На врху дугачког танком кљуна се налазе ноздрве, што је јединствен случај међу птицама. Снесе највеће јаје од свих птицама, у односу на своју величину. Оно може бити до једне четвртине масе женке. На њему лежи мужјак.

### Сисари
Једини аутохтони копнени сисари на Новом Зеланду су слепи мишеви. На обалама се могу наћи морски сисари (новозеландски морски лав и новозеландска фока крзнашица). Слепи мишеви су на Нови Зеланд стигли ваздушним, а ушате фоке морским путем, након што се острво одвојило од Гондване. У време изоловања острва, сисари се још нису развили у значајну животињску класу.
Велики краткорепи и мали краткорепи слепи миш припадају ендемичној новозеландској породици Mystacinidae. Прва врста је изумрла у 20. веку. Карактеристика ових слепих мишева је кретање по тлу у потрази за храном. Када слете на тло, преврћу хумус тражећи инсекте и осталу храну. Тада склопе крила испод кожне мембране, што је јединствена карактеристика међу слепим мишевима. Дугорепи слепи миш (Chalinolobus tuberculatus), такође ендемичан, мањи је од њих и различит. Припада породици Vespertilionidae, а стигао је на Нови Зеланд много касније.

### Гмизавци
Гмизавци на Новом Зеланду су туатаре и гуштери. На овим острвима нема змија, копнених корњача и крокодила. Морске корњаче и морске змије се могу наћи у приобаљу. Туатаре припадају посебном реду гмизаваца — Sphenodontia, чији су једини члан. Гуштери су заступљени са 46 описаних врста, али их вероватно има и више. То су скинкови (29 врста) и гекони (17 врста).
Туатара или хатерија (Sphenodon punctatus) је последњи преживели члан групе гмизаваца која је изумрла пре 220 милиона година, те се сматра „живим фосилом“. Изгледом подсећа на гуштере. Има их око 100 хиљада јединки, на острвцима у приобаљу главних острва. Своју пуну величину од пола метра постиже за 25-35 година а живи 60-100 година. Карактеристика туатаре је „треће око“, које се састоји од рудиментираног сочива и мрежице, а повезано је преко нерва са мозгом. Цео тај орган је покривен непровидном љуском. Сматра се да служи као сензор за светлост. Мужјаци немају пенис, него се размножавају преко клоаке.

### Водоземци
Водоземци на Новом Зеланду су заступљени са 4 врсте најстаријих и најпримитивнијих жаба на свету, рода Leiopelma. То су Хамилтонова, Арчијева, Хохштетерова и маудска жаба. Живе на Северном острву и на острвцима у Куковом пролазу. Веома су сличне фосилним жабама нађеним у Квинсленду, старим 150 милиона година, из доба Јуре.
Новозеландске жабе немају пловне кожице, осим Хохштетерове код које су развијене делимично. Живе у шумама и нису везане за воду. Не пролазе кроз стадијум пуноглавца. Имају развијене мишиће за покретање репа, иако им је реп закржљао. Не крекећу, него испуштају танке високе крике. Немају бубне опне.

## Изумирање Фауне
Маори су стигли на Нови Зеланд пре 1300. године и нашли на изобиље хране, првенствено у виду џиновске мое, која је нудила велике количине меса и огромна јаја. Две врсте џиновске мое, (Dinornis novaezealandiae) и (Dinornis giganteus) као и десетак мањих врста моа, истребљене су у периоду између 1500. и 1800. године. Изумро је и хаастов орао (Harpagornis moorei), највећа врста птице грабљивице на свету, вероватно због нестанка моа, које су му биле главни плен, мада је и убијан од стране Маора. Истребљене су неке птице нелетачице, као што су две врсте новозеландске гуске (Cnemiornis), финшова патка (Chenonetta finschi), скарлетова патка (Malacorhynchus scarletti), новозеландска ноћна ласта (Aegotheles novazelandiae), две врсте апторниса (Aptornis otidiformis) и (Aptornis defossor) и многе друге птице. 
Након доласка Европљана, почело је још масовније изумирање фауне. Новозеландска препелица (Coturnix novaezelandidae) је изумрла 1875. Царића са Стивеновог острва (Xenicus lyalli) је истребила домаћа мачка 1894. године. Пиопио (Turnagra capensis), птица певачица, изумрла је 1902, а хуија (Heteralocha acutirostris) 1907. године. Смејућа сова (Sceloglaux albifacies) је истребљена 1914. За такахе (Notornis mantelli), врсту барске коке нелетачице, мислило се да је изумрла, али је поново откривена 1948. у националном парку Фјордленд на Јужном острву. Новозеландски липљен (Prototroctes oxyrhynchus) је изумро, пре свега због конкуренције увезене пастрмке.